# Kinh tế kỹ thuật số
Kinh tế kỹ thuật số (đôi khi được gọi là Kinh tế Internet, Kinh tế web, Kinh tế mới ) là nền kinh tế dựa trên các công nghệ kỹ thuật số. Kinh tế kỹ thuật số được đan xen với nền kinh tế truyền thống tạo ra một miêu tả rõ ràng hơn.
Kinh tế kỹ thuật số bao gồm các thị trường kinh tế dựa trên các công nghệ kỹ thuật số để tạo cho việc giao dịch, trao đổi hàng hóa và dịch vụ thông qua thương mại điện tử. Việc mở rộng các khu vực kỹ thuật số là một động lực quan trọng trong việc phát triển kinh tế những năm gần đầy, và việc chuyển hướng đến một số thế giới kỹ thuật số có nhiều tác động với xã hội được mở rộng hơn thay vì chỉ riêng công nghệ kỹ thuật số.

## Định nghĩa
Trong thập kỷ cuối của thế kỷ 20, Nicholas Negroponte (1995) đã sử dụng phép "ẩn dụ" của việc dịch chuyển từ xử lý nguyên tử sang xử lý bit. Ông ta nêu ra những nhược điểm trước kia (ví dụ như nguyên liệu, vận chuyển) và ưu điểm của sau này (ví dụ như không trọng lượng, vận động toàn cầu ảo và tức thời). Trong nền kinh tế mới này, các mạng kỹ thuật số và hạ tầng thông tin liên lạc cung cấp một nền tảng toàn cầu với việc con người và các tổ chức đưa ra các chiến lược, tương tác, giao tiếp, cộng tác và tìm kiếm thông tin.